# Протесты в Судане
Протесты в Судане (также Суданская революция) — протестные выступления местных жителей в Судана в 2018—2019 годах из-за высоких цен на хлеб, высокой стоимости жизни и ухудшения состояния страны на всех уровнях. 11 апреля 2019 года в Судане произошёл военный переворот, президент Омар аль-Башир был отстранён от власти.

## Причины
Судан получил независимость в 1956 году. После этого в стране произошло две гражданские войны, несколько восстаний и около десяти военных переворотов. К началу протестов страной почти 30 лет правил президент Омар аль-Башир.
Протесты вспыхнули на фоне роста цен на хлеб. В течение нескольких недель в ряде городов регистрировалась нехватка хлеба, а у пекарен выстраивались очереди. Дефицит товаров и рост цен на них произошёл после роста инфляции, которая по стране достигла 70 %. Также падению подверглась и национальная валюта — суданский фунт, девальвация которой Центральным банком страны составила 80 %. Меры жёсткой экономии, которые принимали власти по рекомендации Международного валютного фонда (девальвация валюты, отмена субсидий на пшеницу и электроэнергию) стали причиной роста недовольства среди населения.
Экономические проблемы продолжали нарастать даже после отмены американских санкций в октябре 2017 году. Этому способствовали высокий уровень коррупции в стране (170 место из 180 стран по данным Transparency International), а также потеря трёх четвертей месторождений нефти, которые находились в Южном Судане.
Кроме того, в ходе протестов стало понятно, что имеются и политические причины антиправительственных выступлений. Выстроенная монополия власти в ходе 30 лет правления Омара аль-Башира привела к деградации основных институтов власти. Политика жестокости по отношению к любым формам инакомыслия также стали причиной роста протеста. В августе 2018 года партия «Национальный конгресс Судана» поддержала выдвижение Омара аль-Башира в 2020 году на третий срок, несмотря на его растущую непопулярность и предыдущее заявление о том, что он не будет баллотироваться на предстоящих выборах. Эти меры привели к численному росту оппозиции, призывающей к соблюдению конституции, которая в настоящее время препятствует переизбранию аль-Башира. Суданские активисты отреагировали на это призывом провести кампанию против его выдвижения.

## Протесты
В середине декабря 2018 года начались протесты в городах Эд-Дамазин и Атбара. Вскоре они перекинулись на другие города и распространились по всей стране, включая Хартум. В отличие от протестов 2011 года, в 2018 году в них участвовали как сельские, так и городские жители; также важнейшую роль играли профсоюзы и общественные движения. Очень быстро протестующие начали требовать отставки президента и правительства. В январе 2019 различные политические и гражданские организации сформировали общий комитет, названный «Силами за свободу и перемены», координировавший протесты. Тем не менее, у протестов, подобно алжирским, не было явных лидеров. В основном демонстрации были мирными, но в некоторых случаях демонстранты громили банки, полицейские участки и другие учреждения. 6 апреля сотни тысяч демонстрантов начали сидячую забастовку в центре Хартума.

## Военный переворот
11 апреля 2019 года министр обороны Судана Ахмед Авад Ибн Ауф объявил в эфире государственного телевидения, что президент Омар аль-Башир отстранён от власти. По словам министра обороны, аль-Башир «находится под арестом в безопасном месте», его функции будет выполнять военный совет. Он отметил, что военный совет будет находиться у власти в течение двух лет. Также Ауф объявил о роспуске всех органов власти (кроме судебных), в том числе парламента.
Ахмед Авад Ибн Ауф также объявил в стране чрезвычайное положение на три месяца, воздушное пространство закрыли на 24 часа.
Экс-глава Судана аль-Башир находится под домашним арестом, как и несколько лидеров террористической группировки «Братья-мусульмане». Под арест взяты действующие и бывшие высокопоставленные представители правящей элиты из близкого окружения аль-Башира.

### Расправа над демонстрантами
3 июня обстановка в стране резко обострилась после того, как в столицу был введён спецназ. Полиция и силы специального назначения разогнали часть палаточного лагеря в Хартуме перед штаб-квартирой главного военного командования. В результате погибло более 100 мирных граждан, так как правоохранители применяли дубинки, слезоточивый газ и огнестрельное оружие. Уже 6 июня ООН приняла решение вывести часть своего персонала из страны, а 9 июня авиакомпании начали приостанавливать полёты в Судан. Военное руководство Судана ввело круглосуточное патрулирование улиц во всех городах страны.
11 июня Военный совет Судана арестовал нескольких военных за проявленную жестокость во время разгона лагеря оппозиции. Была создана комиссия по расследованию происшествия.

## Соглашение между военными и оппозицией

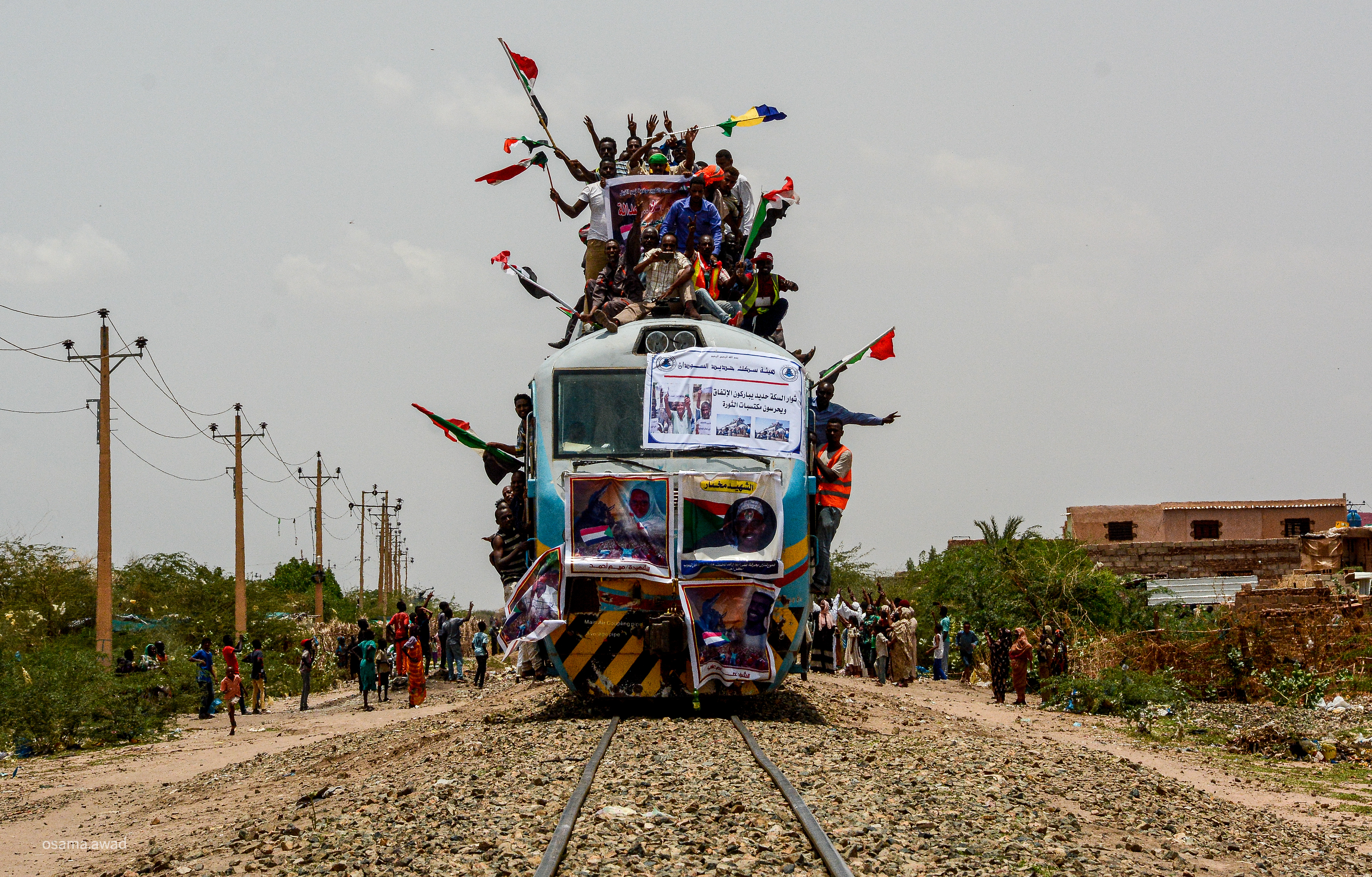
Демонстранты 17 августа 2019 года

4 августа Переходный военный совет и Альянс за свободу и перемены подписали Конституционную декларацию, которая временно заменит ранее отменённую конституцию страны.
17 августа Переходный военный совет и Альянс за свободу и перемены подписали в Хартуме соглашение о создании Суверенного совета, в который войдут 5 представителей военных и 6 представителей гражданских. Одного гражданского представителя предстоит избрать. Суверенный совет в течение трёхлетнего переходного периода будет управлять страной до проведения выборов.

## Принятые меры и помощь
В четверг 27 декабря 2018 года в международный аэропорт Хартума прибыл первый самолет Ил-76 с 30 тоннами муки на борту. Было заявлено, что груз принадлежит неизвестному меценату — личному другу президента Омара аль-Башира. 29 декабря 2018 года сел второй борт с 32 тоннами муки. Помощь Судану начала поступать сразу после того, как свою поддержку суданскому правительству выразили Катар, Турция и Бахрейн. Кроме того, с призывом помочь выступил и заместитель директора департамента безопасности эмирата Дубай (ОАЭ) генерал Дахи Хальфан, который заявил, что президент Судана является именно таким лидером, который самым активным образом защищает свой народ во время бедствий.
31 декабря президент Судана распорядился создать комиссию по расследованию случаев насилия, произошедших в ходе массовых антиправительственных акций.

## Жертвы
По данным правительства на 7 января 2019 года, во время протестов погибло 19 человек, из них 2 были сотрудниками безопасности. Число пострадавших составило 178 человек среди сил правопорядка и 219 среди мирных жителей. 12 января генеральный прокурор Судана сообщил об увеличении числа погибших до 24 человек. К 25 января число погибших по официальным данным достигло 30 человек.
По данным оппозиции на начало января за время протестов погибло 22 человека, в то время как правозащитная организация Amnesty International сообщает о 37 погибших.